# أوكيندو
بلدية أوكيندو (بالإسبانية: Oquendo) هي بلدية تقع في مقاطعة ألافا التابعة لإقليم الباسك شمال إسبانيا.

## الديموغرافيا
يبلغ عدد سكان بلدية أوكيندو 1.155 نسمة عام 2011 (وفقاً للمعهد الوطني للإحصاء الإسباني).
| 770 | 831 | 913 | 1.015 | 1.064 | 1.087 | 1.155 |